# Véronique Barrau
Véronique Barrau, née le 19 décembre 1969, est une écrivaine française.

## Biographie
Véronique Barrau écrit et réalise des animations pour les enfants et les adultes. Elle est membre de la Charte des auteurs et des illustrateurs jeunesse.

## Œuvres
- Plantes fabuleuses, Grenouille 2024
- Il pleut, petit escargot, PEMF 2024
- Ingénieuses bestioles, Grenouille 2024
- Sale comme un cochon ? Grenouille, 2024
- La sentinelle du petit peuple T4, Dupuis, 2024
- Le Bestiaire des créatures fantastiques, Grenouille, 2023
- Almanach de faërie, Danaë, 2023
- La Lettre oubliée, Mineditions, 2023
- Emy et les derniers elfes, Jungle, 2023
- Le Match, Mijade, 2023
- Le Cahier d'activités des sorcières modernes, Jouvence (collectif), mai 2023
- Nature magique; Grenouille, mai 2023
- Apprendre en s’amusant : les insectes, Grenouille, avril 2023
- Apprendre en s’amusant : les oiseaux, Grenouille, avril 2023
- La Sentinelle du petit peuple, tome 3, 2023
- Herbier du bien-être, Artémis, octobre 2022
- Mystères des fées, Artémis, octobre 2022
- Animaux magiques et porte-bonheur, Grenouille, octobre 2022
- Pourquoi les fées ont des ailes et les lutins des bonnets ?, Grenouille, octobre 2022
- Les animaux vont aussi à l’école, MK67, septembre 2022
- Légendes et messages des pierres thérapeutiques, Jouvence, avril 2022
- Plante magiques et secrets de sorcières, ed. Grenouille, 2022
- La Sentinelle du petit peuple, tome 2, Dupuis, 2022
- Croyances et superstitions médiévales, éditions du Cabardès, 2021
- La Sentinelle du petit peuple, tome 1, Dupuis, 2021
- Trésor des korrigans / Un trésor de dragon, MK 67, 2020
- Rituels magiques de l'aube et de la nuit, Mélusine 2020
- Que faire si un lutin habite chez moi ?, Mélusine 2020
- T’es fada et autres expressions féeriques, Mélusine 2020
- Le tour du monde des créatures et animaux fantastiques, Rue des écoles, 2019
- Mon jardin d'artiste, Mazeto square, 2019
- Moi, Lucas, apprenti détective, MK 67, 2019
- Les plantes à la folie, association Mélusine 2019
- Ogresse cherche prince charmant, Ex æquo, 2018
- Le Langage secret des plantes, Artemis, 2018
- Les Plantes extraordinaires, Rue des enfants, 2018
- Petits secrets de fées, Mélusine, 2018
- Terres enchantées, Plume de carotte, 2017
- Le Tour du monde des superstitions, Rue des écoles, 2017
- Le Jardin de Monsieur Lucien, PEMF, 2017
- Le petit livre du bonheur, éditions du Chêne, 2017
- Quelque chose en plus, La plume de l'argilète, 2016
- À l'école des sorcières, MK 67, 2016
- Comment devenir ami avec un vampire, Lire c'est partir, 2016
- Fées, diable et lutins à la croisée des chemins, Terre de brume, 2016
- Les Fées de la nature, éditions Ecce, 2015
- P’tit  loup a des poux, éditions MK 67, 2015
- Pourquoi la lune et le soleil sont désormais séparés ? éditions Plume de l’argilète, 2015
- Super doudou, Verte plume éditions, 2015
- Le Trésor des korrigans, éditions MK 67, 2015
- Sept jours avec les chevaux, recueil collectif (mon histoire : « le lutin de l’écurie ») éditions Grenouille, 2015
- P’tit loup ne veut pas devenir un grand méchant loup, éditions MK 67, 2014 et 2015 (version livre)
- Les Plantes des fées et des autres esprits de la nature, éditions Plume de carotte, 2014
- Les animaux s’amusent aussi,, éditions Lire c’est partir, 2014
- Découvrons les abeilles, Miellerie des Clauses à Montséret, 2013
- Super doudou, éditions Lolant, 2013
- Herbier culinaire, auto-édition, 2013
- Les Plantes porte-bonheur, Plume de carotte, 2012
- Balades et Légendes en terre d'Aude, illustrations Philippe Archer, Éditions du Cabardès, 2012.
- La Nature musicienne, eau et coquillages, illustrations Nathalie Dento, association Mélusine, 2012
- L'Herbier d'une vie, éditions Plume de carotte, 2011
- Mémoires de paysages, histoires et légendes des phénomènes naturels, Plume de carotte, 2009
- Petite Encyclopédie des sorcières, illustrations Fabrice Carron, éditions du Mont, 2008
- La Saint-Jean, rites et croyances d'antan, association Mélusine, 2008
- Le Flambant rose, avec Bernadette Pourquié, éditions Tertium, 2007
- Mon jardin d’artiste avec Nathalie Dento, Plume de carotte, 2006
- Découvrons les flamants roses, illustrations Nathalie Dento, association Toi du monde, 2005
- Découvrons les cigales, illustrations Nathalie Dento, association Toi du monde, 2005